# Normaalvergelijking van Hesse
Een normaalvergelijking van Hesse, ook normaalvorm van Hesse of hesse-vergelijking, is in de analytische meetkunde een bijzondere vorm van de vergelijking van een rechte lijn of van een plat vlak. De hesse-vergelijking beschrijft een lijn in het platte vlak of een vlak in drie dimensies met behulp van een genormeerde normaalvector van de lijn of het vlak, en de afstand tot de oorsprong. De hesse-vergelijking wordt meestal gebruikt bij het berekenen van de (loodrechte) afstand van een punt tot een rechte lijn of tot een plat vlak.
De vergelijking is genoemd naar de Duitse wiskundige Otto Hesse (1811-1874), die de vergelijking gebruikte – hoewel niet als eerste – in zijn boek uit 1865 “Vorlesungen” uit de meetkunde over de rechte lijn.

## Platte vlak

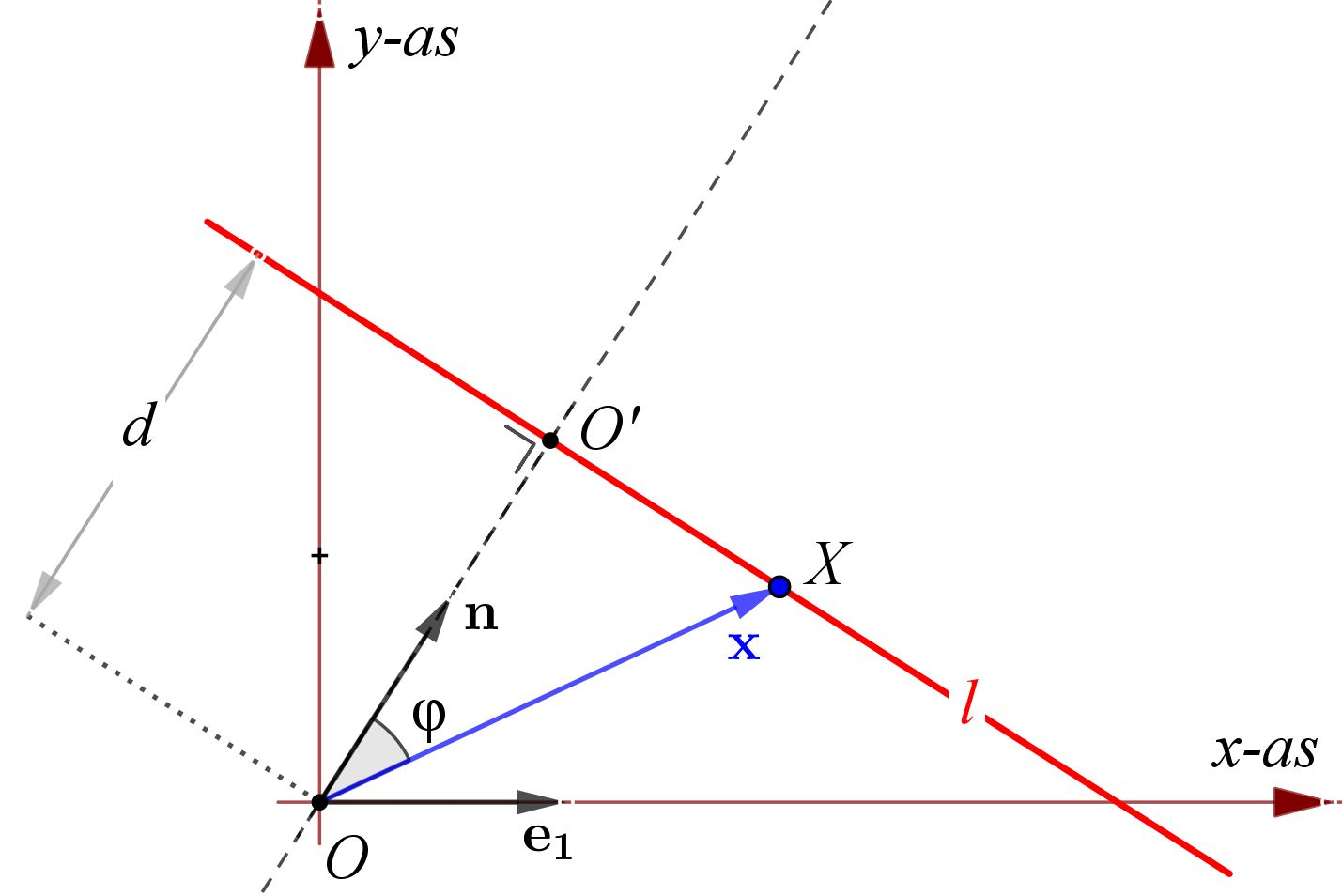
Figuur 2. Illustratie van de hesse-vergelijking; zie de stelling.

In het euclidische vlak, {\displaystyle \mathbb {R} ^{2}}, is een lijn {\displaystyle l} gegeven. De steunvector {\displaystyle \mathbf {d} ={\vec {OO'}}} staat loodrecht op de lijn. De eenheidsnormaalvector op de lijn is de vector {\displaystyle \mathbf {n} =\mathbf {d} /d} met lengte {\displaystyle 1}. Daarvoor geldt:
{\displaystyle \mathbf {n} =(\cos \theta ,\sin \theta )}
waarin {\displaystyle \theta } de hoek is tussen de positieve {\displaystyle x}-as en {\displaystyle \mathbf {n} }. De lengte {\displaystyle d} van de steunvector is de afstand van de lijn tot de oorsprong.
Voor elk punt {\displaystyle \mathbf {x} =(x,y)} op de lijn is het inproduct met de normaalvector {\displaystyle \mathbf {n} } gelijk aan:
{\displaystyle \mathbf {x} \cdot \mathbf {n} =x\cos \theta +y\sin \theta =d}
Deze vergelijking heet de hesse-vergelijking van de lijn {\displaystyle l}.
Alternatief kan worden afgeleid, met {\displaystyle \varphi } de hoek tussen {\displaystyle \mathbf {x} } en {\displaystyle \mathbf {n} }:
{\displaystyle d=|\mathbf {x} |\cos \varphi =|\mathbf {x} |\cos(\theta -(\theta -\varphi ))=}
{\displaystyle =|\mathbf {x} |\cos \theta \cos(\theta -\varphi )+|\mathbf {x} |\sin \theta \sin(\theta -\varphi )=x\cos \theta +y\sin \theta }
Als de lijn {\displaystyle l} gegeven wordt door de vergelijking:
{\displaystyle ax+by+c=0}
is de hesse-vergelijking:
{\displaystyle {\frac {ax+by+c}{\sqrt {a^{2}+b^{2}\ }}}=0}
en is de normaalvector 
{\displaystyle \mathbf {n} =\left({\frac {a}{\sqrt {a^{2}+b^{2}\ }}},{\frac {b}{\sqrt {a^{2}+b^{2}\ }}}\right)}

## Afstand punt-lijn

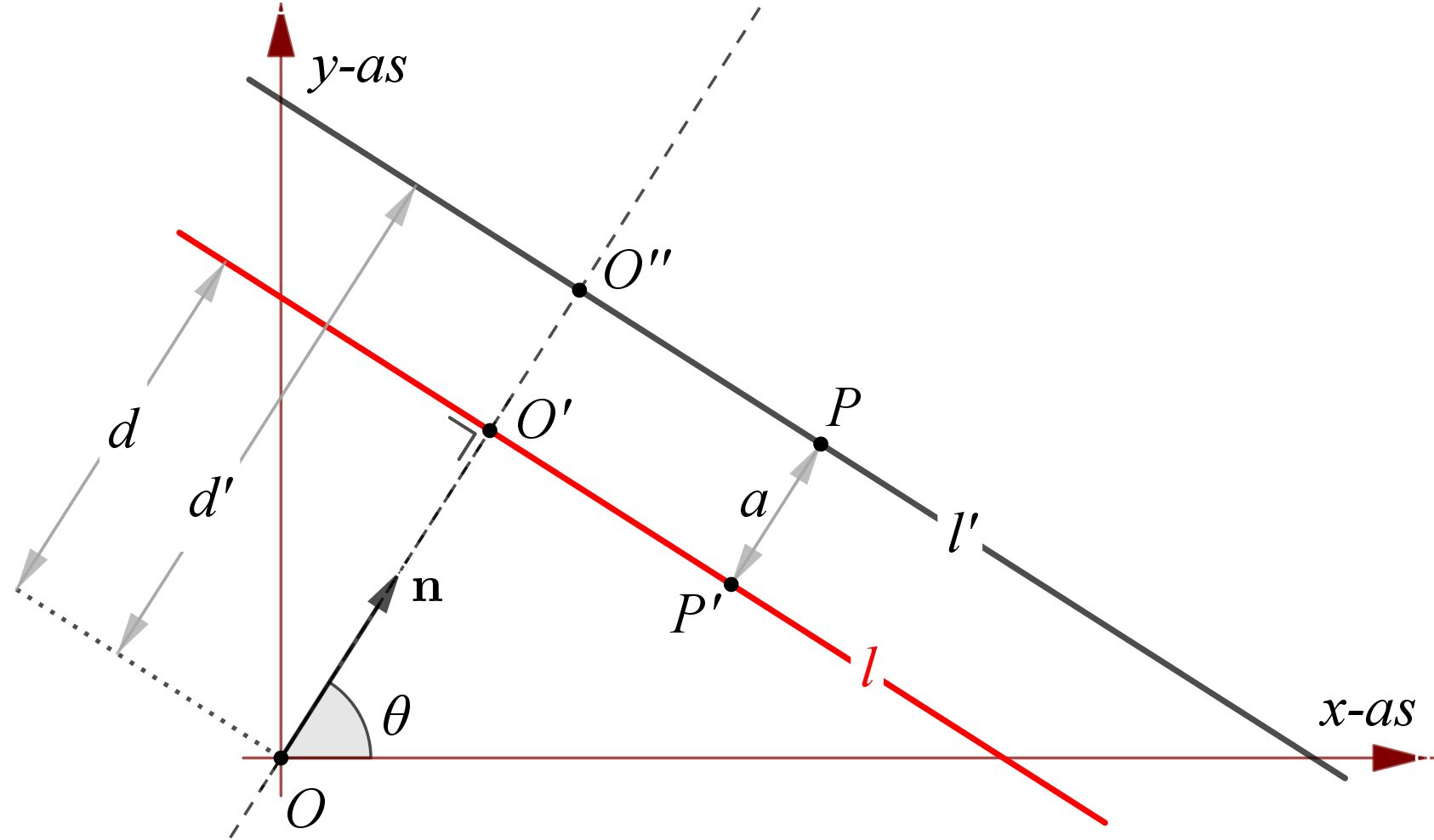
Figuur 3. Berekening van de afstand tussen het punt en de lijn

Is {\displaystyle P=(p,q)} een niet op {\displaystyle l} gelegen punt, dan kan de afstand van {\displaystyle P} tot de lijn {\displaystyle l} worden berekend met behulp van de lijn {\displaystyle l'} die door {\displaystyle P} gaat en evenwijdig is met {\displaystyle l}; zie figuur 3.
Is de afstand van {\displaystyle O} tot {\displaystyle l} gelijk aan {\displaystyle d} en die tot {\displaystyle l'} gelijk aan {\displaystyle d'}, dan zijn de hesse-vergelijkingen van die lijnen:
{\displaystyle {\begin{aligned}&l:\ \cos \theta \cdot x+\sin \theta \cdot y-d=0\\&l':\ \cos \theta \cdot x+\sin \theta \cdot y-d'=0\\\end{aligned}}}
Voor de afstand {\displaystyle a} van {\displaystyle P} tot {\displaystyle l} is dan:
{\displaystyle a=|d'-d|}
Hierin is de waarde van {\displaystyle d'} op het eerste gezicht onbekend, maar het punt {\displaystyle P} ligt op de lijn {\displaystyle l'}, en dan voldoen de coördinaten van {\displaystyle P} aan de vergelijking van die lijn. En dan is:
{\displaystyle d'=\cos \theta \cdot p+\sin \theta \cdot q}
zodat:
{\displaystyle a=|\cos \theta \cdot p+\sin \theta \cdot q-d|}
In woorden: de afstand {\displaystyle a} van het punt {\displaystyle P} tot een lijn {\displaystyle l} met hesse-vergelijking {\displaystyle \cos \theta \cdot x+\sin \theta \cdot y-d=0} wordt berekend door de coördinaten van {\displaystyle P} in die vergelijking te substitueren en van de uitkomst te absolute waarde te nemen.
Voorbeeld
Voor de berekening van de afstand {\displaystyle a} van het punt {\displaystyle P=(2,-3)} tot de lijn met vergelijking:
{\displaystyle 3x-4y=23}
is de hesse-vergelijking van die lijn:
{\displaystyle {\frac {3x-4y-23}{\sqrt {9+16}}}=0}
Dan is:
{\displaystyle a=\left|{\frac {3\cdot (2)-4\cdot (-3)-23}{5}}\right|=\left|{\frac {6+12-23}{5}}\right|=\left|{\frac {-5}{5}}\right|=1}

## Hesse-vergelijking van een vlak
In drie dimensies wordt de hesse-vergelijkung van een vlak in {\displaystyle \mathbb {R} ^{3}} gegeven door de vectoren {\displaystyle \mathbf {x} =(x,y,z)} die voldoen aan:
{\displaystyle \mathbf {x} \cdot \mathbf {n} =d}
met {\displaystyle d\geq 0} en {\displaystyle \mathbf {n} } de eenheidsormaalvector op het vlak, dus met {\displaystyle |\mathbf {n} |=1}. Er geldt:
{\displaystyle \mathbf {n} =(\cos \alpha ,\cos \beta ,\cos \gamma )},
dus ids:
{\displaystyle x\cos \alpha +y\cos \beta +z\cos \gamma =d}
Daarin zijn {\displaystyle \alpha ,\,\beta } en {\displaystyle \gamma } de richtingshoeken van {\displaystyle \mathbf {n} }, de hoeken met respectievelijk de positieve {\displaystyle x}-, {\displaystyle y}- en {\displaystyle z}-as. 
Als het vlak gegeven wordt door de vergelijking:
{\displaystyle ax+by+cz=d},
dan is de hesse-vergelijking van het vlak:
{\displaystyle {\frac {ax+by+cz-d}{\sqrt {a^{2}+b^{2}+c^{2}}}}=0}
en de eenheidsnormaalvector:
{\displaystyle \mathbf {n} ={\frac {1}{\sqrt {a^{2}+b^{2}+c^{2}}}}(a,b,c)}
Voorbeeld
De afstand {\displaystyle q} van het punt {\displaystyle P=(1,1,2)} tot het vlak {\displaystyle V} met vergelijking:
{\displaystyle 2x-3y+z=3}
kan worden berekend met de hesse-vergelijking van {\displaystyle V}. Deze is:
{\displaystyle {\frac {2x-3y+z-3}{\sqrt {4+9+1}}}=0}
Dan is:
{\displaystyle q=\left|{\frac {2\ \cdot \ 1-3\ \cdot \ 1+2-3}{\sqrt {14\ }}}\right|={\frac {2}{\sqrt {14\ }}}}